# Parabothus filipes
Parabothus filipes är en fiskart som beskrevs av Amaoka, Mihara och Rivaton, 1997. Parabothus filipes ingår i släktet Parabothus och familjen tungevarsfiskar. Inga underarter finns listade i Catalogue of Life.